# Милорад Николић Попац
Милорад Николић Попац (Београд, 23. јул 1920— 12. септембар 2006) био је југословенски и српски фудбалер и југословенски репрезентативац.

## Биографија
Рођен је 23. јула 1920. године у Београду, где је започео фудбалску каријеру. У јуну 1944. године емигрирао је у Аустрију, потом у Италију, а од 1945. године живео је у Швајцарској, где је играо фудбал, завршио студије права и оженио се, а након тога преселио у Њујорк. Након одласка у иностранство никада се више није враћао у домовину, а преминуо је у  12. септембра 2006. године у Њујорку.

## Каријера
Каријеру је почео у омладинском тиму Слоге Београд, након тога играо у омладинском погону БСК Београда, за који је након тога почео да игра професионално. У сезони 1938/39. када је БСК Београд освојио Првенство Југославије повремено је играо на мечевима. Наредне сезоне, последње пред Други светски рат, био је стандардни првотимац БСК Београда.
Од 1945. године играо је за швајцарски Лозана спорт, где је завршио каријеру.
Одиграо је осам утакмица за градску селекцију Београда и три за репрезентацију Југославије, за коју је дебитовао 31. марта 1940. године, на мечу против селекције Румуније у Букурешту, за Дунаски куп. Наредну утакмицу за ререзентацију Југославије играо је 1940. године у мечу против селекције Немачке у Бечу, а последњу 23. марта 1941. године против репрезентације Мађарске у Београду.
Николић је био један од најталентованијих младих фудбалера Југославије који су играли пред Друи светски рат. Био је левоног, веома брз, а истицао се снажним шутевима.